# Valeč (okres Třebíč)
Obec Valeč (jméno je ženského rodu, německy Waltsch) se nachází v okrese Třebíč v Kraji Vysočina. Leží asi 15 km jihovýchodně od Třebíče. Žije zde 848 obyvatel.
Sousedními obcemi sídla jsou Stropešín, Dolní Vilémovice, Hrotovice, Odunec, Dalešice a Třebenice.

## Název
Název vesnice (původně v mužském rodě) byl odvozen od osobního jména Valek (což byla domácká podoba jména Valentin) a znamenalo "Valkův majetek". Podle nepřímých pádů (Valče, Valči) vznikl tvar prvního pádu Valč (který přešel do ženského rodu) užívaný dosud v hovorové mluvě, který byl převzat do němčiny (Waltsch) a který byl v 19. století užíván i v českojazyčných úředních záznamech. Podoba Valeč byla jako úřední stanovena v roce 1924.

## Historie
Nejstarší historické nálezy – broušené kamenné nástroje a tzv. horákovská keramika jsou staré asi 6000 let.
První písemná zmínka o obci pochází z roku 1294, kdy patřila Oldřichovi z Hradce, který ji jmenoval ve svém majetku a v případě, že by zemřel bez potomků, tak měla přejít do majetku krále Václava. Postupně ji získali neznámo jak pánové z Meziříčí, je známo, že roku 1365 byli majiteli vesnice Jan a Jindřich z Meziříčí a v tomto roce předali Valeč do správy Markétě, vdově po Půtovi z Vildemberka. Na konci 14. století Meziříčtí vymřeli a Valeč připadla do majetku markraběte Jošta, který ji spolu se Zárubicemi daroval v roce 1406 Hovorkovi z Hartvíkovic, ten však byl brzy zavražděn a Valeč získal Hynek z Pacova, který však již roku 1411 zemřel a Jošt tak daroval Valeč, Krahulov, Zárubice a Radonín Mikuláši z Mochova. Jeho syn Jan z Mochova pak roku 1437 prodal Milulášovi a Vaňkovi z Náramče, ti pak roku 1447 prodali vesnici Benešovi z Vlašimi, ale ten obratem prodal vesnici Hanušovi z Mírova a Rájce. Ten pak obratem přikoupil Plešice, Vilémovice a hrad Holoubek.
V roce 1480 prodali pánové z Mírova prodali Valeč, Vilémovice, Chroustov a Plešice Janovi z Kunštátu a na Buchlově, ten hned tyto majetky zastavil Janu Španovi z Barnštajnu, po sporech mu však majitel zástavu zrušil. V roce 1522 pak zakoupil Valeč, Vilémovice a Plešice Jan z Pernštejna, roku 1531 pak koupil tyto vesnice Smil z Doubravice. Valečský renesanční zámek byl postaven Smilem Osovským v roce 1534. V roce 1558 byl ve Valči zřízen pivovar. Posléze se stal majitelem Valče a okolních vesnic Burian z Doubravice, který pak v roce 1558 prodal Jiříkovi Čelovi z Čechovle Valeč, Vilémovice, Plešice a Chroustov, v roce 1567 pak tyto majetky zakoupil Bartoloměj Vanecký z Jemničky. V roce 1630 pak zakoupil Valeč Jiří z Náchoda, v roce 1631 se stal majitelem Beneš z Vlašimi a pak opět v roce 1639 Jiří z Náchoda. Po roce 1660 pak byl majitelem Karel Bohobud Zahrádecký ze Zahrádek, jeho syn pak v roce 1667 prodal majetky Grisslovi z Grisslau.
V roce 1675 pak se stal majitelem vesnice František Schneider von Schneidau a v roce 1685 byl majitelem Leopold Odkolek, ten v roce 1712 nechal opravit zámek ve Valči a obnovil v roce 1710 Chroustov. Hned v roce 1713 pak prodal vesnici Janu Pachtovi z Rájova, který pak v roce 1725 prodal vesnici a okolí Petrovi Forgáčovi, Forgáčům patřila vesnice do roku 1785, kdy vesnici zakoupil Joachim Hess. V roce 1784 byl opraven kostel Povýšení svatého kříže a v roce 1888 byl nově omítnut. Rodině Hessů patřila vesnice do roku 1850, kdy statek a vesnici zakoupil baron Jiří Sina, ten zakoupil také Dalešice a připojil obě vesnice k hrotovickému panství. V roce 1882 zakoupil zvláštní statky Dalešice, Valeč a Slavětice rakouský podnikatel Anton Dreher. V roce 1902 byl opraven kostel.
V roce 1691 již byla zmíněná škola ve Valči, ta pak byla zmíněna jako samostatná budova i v roce 1789. V roce 1860 byla postavena nová školní budova, ta pak byla v roce 1877 rozšířena o druhou třídu. V roce 1908 byla postavena nová škola v místě dnešní školní budovy.
Roku 1898 byl založen sbor dobrovolných hasičů. V roce 1927 byl založen TJ Sokol, 1928 byla do obce zavedena elektřina, 1930 otevřeno kino.
V roce 1952 bylo založeno JZD, které bylo v roce 1975 sloučeno s okolními družstvy do JZD Vesmír Dalešice, které ve Valči postavilo velkokapacitní kravín pro 800 ks dojnic. V roce 2001 se sloučilo družstvo Vesmír Dalešice s družstvem Agrochema Studenec. Od šedesátých let byla přistavěna škola a sokolovna, postaven obchod Jednota a hostinec, vybudovaná kanalizace a vodovodní síť, apod. V roce 1975 byla postavena moderní tělocvična při základní škole.
V roce 1989 se rozpadlo JZD a někteří vlastníci půdy si založili družstvo vlastníků. V roce 1993 se první valečský občan stal knězem. Roku 1997 byla provedena digitalizace a rozšíření telefonní sítě, proběhla plynofikace a byla zbudována čistírna odpadních vod.
V roce 2021 bylo oznámeno, že obec připravuje již několikátou lokalitu pro stavbu nových rodinných domů. Starostka Nováková uvedla, že o parcely pro stavbu nových domů je velký zájem. V plánu je i rekonstrukce sokolovny.
Ke dni 25. února 2008 zde žilo 646 obyvatel, z toho bylo 303 mužů a 343 žen.
Do roku 1849 patřila Valeč do malešického panství, od roku 1850 patřila do okresu Moravský Krumlov, pak od roku 1942 do okresu Moravské Budějovice a od roku 1960 do okresu Třebíč.
| Rok            | 1869 | 1880 | 1890 | 1900 | 1910 | 1921 | 1930 | 1950 | 1961 | 1970 | 1980 | 1991 | 2001 | 2017 |
| Počet obyvatel | 657  | 711  | 744  | 740  | 744  | 821  | 760  | 624  | 632  | 637  | 655  | 583  | 545  | 787  |

## Politika

### Místní zastupitelstvo
Do roku 2018 byl starostou Josef Zahrádka, od roku 2018 úřad starosty zastává Romana Nováková, ta byla opětovně zvolena i po komunálních volbách v roce 2022.

### Volby do Poslanecké sněmovny
|       | 2006                | 2010                | 2013                | 2017                | 2021                  |
| ----- | ------------------- | ------------------- | ------------------- | ------------------- | --------------------- |
| 1.    | ČSSD (33,53 %)      | ČSSD (20,96 %)      | ČSSD (20,67 %)      | ANO (32,02 %)       | SPOLU (31,5 %)        |
| 2.    | KDU-ČSL (20,12 %)   | ODS (15,58 %)       | KSČM (19,55 %)      | KDU-ČSL (14,66 %)   | ANO (27,78 %)         |
| 3.    | KSČM (19,81 %)      | KDU-ČSL (15,29 %)   | ANO 2011 (17,59 %)  | SPD (11,24 %)       | Piráti+STAN (11,15 %) |
| účast | 71,52 % (329 z 460) | 69,41 % (354 z 510) | 64,53 % (362 z 561) | 69,02 % (410 z 594) | 74,35 % (458 z 616)   |

### Volby do krajského zastupitelstva
|      | 1.                 | 2.                       | 3.                | účast               |
| ---- | ------------------ | ------------------------ | ----------------- | ------------------- |
| 2000 | KSČM (35,8 %)      | 4KOALICE (27,77 %)       | ODS (12,34 %)     | 40,51 % (175 z 432) |
| 2004 | KDU-ČSL (39,49 %)  | KSČM (21,01 %)           | ODS (15,92 %)     | 35,09 % (159 z 453) |
| 2008 | ČSSD (35,88 %)     | KDU-ČSL (21,05 %)        | ODS (15,31 %)     | 42,45 % (211 z 497) |
| 2012 | ČSSD (25,44 %)     | KSČM (22,32 %)           | KDU-ČSL (21,87 %) | 43,25 % (237 z 548) |
| 2016 | ANO 2011 (24,29 %) | KDU-ČSL (20,09 %)        | ČSSD (13,55 %)    | 36,09 % (214 z 593) |
| 2020 | ANO (22,07 %)      | KDU-ČSL (19,04 %)        | ODS+STO (12,55 %) | 38,3 % (234 z 611)  |
| 2024 | ANO (35,54 %)      | ODS+TOP 09+STO (16,58 %) | KDU-ČSL (16,58 %) | 34,29 % (214 z 630) |

### Prezidentské volby
V prvním kole prezidentských voleb v roce 2013 první místo obsadil Miloš Zeman (119 hlasů), druhé místo obsadil Jan Fischer (59 hlasů) a třetí místo obsadil Karel Schwarzenberg (59 hlasů). Volební účast byla 71,53 %, tj. 397 ze 555 oprávněných voličů. V druhém kole prezidentských voleb v roce 2013 první místo obsadil Miloš Zeman (252 hlasů) a druhé místo obsadil Karel Schwarzenberg (138 hlasů). Volební účast byla 70,96 %, tj. 391 ze 551 oprávněných voličů.
V prvním kole prezidentských voleb v roce 2018 první místo obsadil Miloš Zeman (159 hlasů), druhé místo obsadil Jiří Drahoš (91 hlasů) a třetí místo obsadil Pavel Fischer (79 hlasů). Volební účast byla 70,62 %, tj. 421 ze 599 oprávněných voličů. V druhém kole prezidentských voleb v roce 2018 první místo obsadil Miloš Zeman (228 hlasů) a druhé místo obsadil Jiří Drahoš (203 hlasů). Volební účast byla 71,64 %, tj. 432 ze 603 oprávněných voličů.
V prvním kole prezidentských voleb v roce 2023 první místo obsadil Andrej Babiš (165 hlasů), druhé místo obsadil Petr Pavel (115 hlasů) a třetí místo obsadil Pavel Fischer (69 hlasů). Volební účast byla 77,44 %, tj. 477 ze 616 oprávněných voličů. V druhém kole prezidentských voleb v roce 2023 první místo obsadil Petr Pavel (262 hlasů) a druhé místo obsadil Andrej Babiš (211 hlasů). Volební účast byla 77,11 %, tj. 475 ze 616 oprávněných voličů.

## Pamětihodnosti
- Zámek
- Kostel Povýšení svatého Kříže

## Osobnosti
- Bronislav Vala (1958–2022), podnikatel
- Stanislav Vrána (1888–1966), pedagog a spisovatel

## Galerie

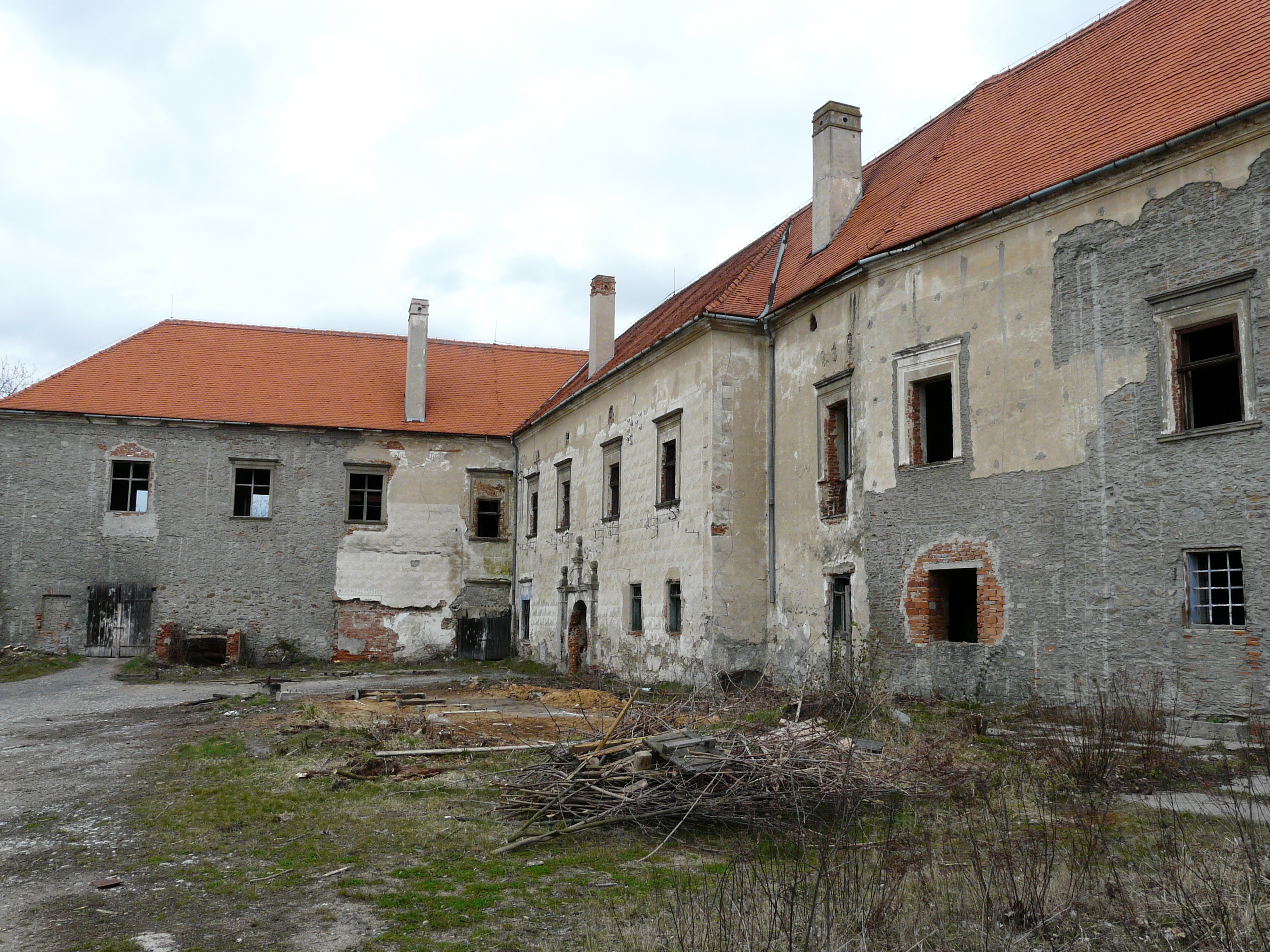
Valečský zámek před rekonstrukcí
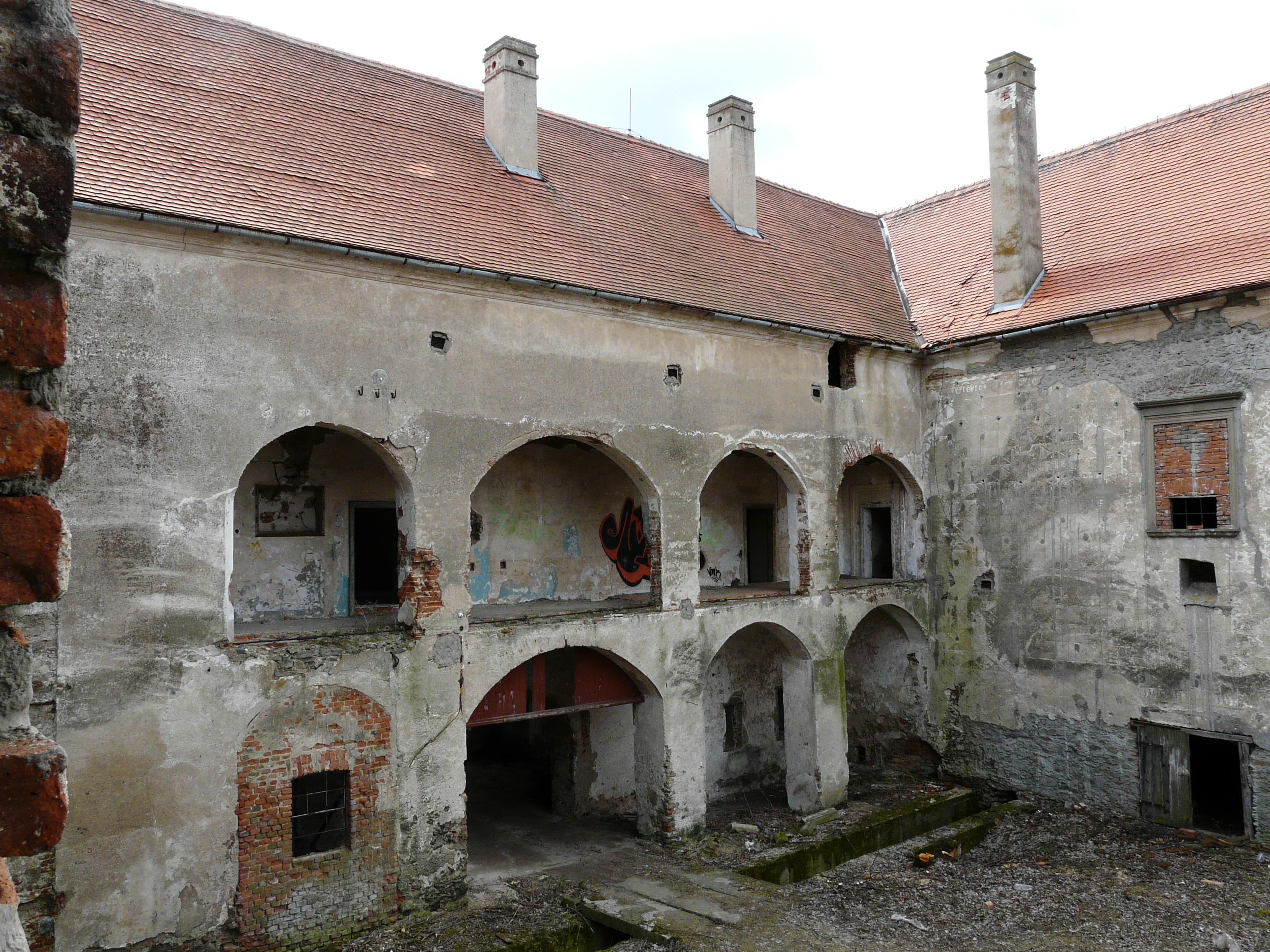
Arkády valečského zámku rekonstrukcí
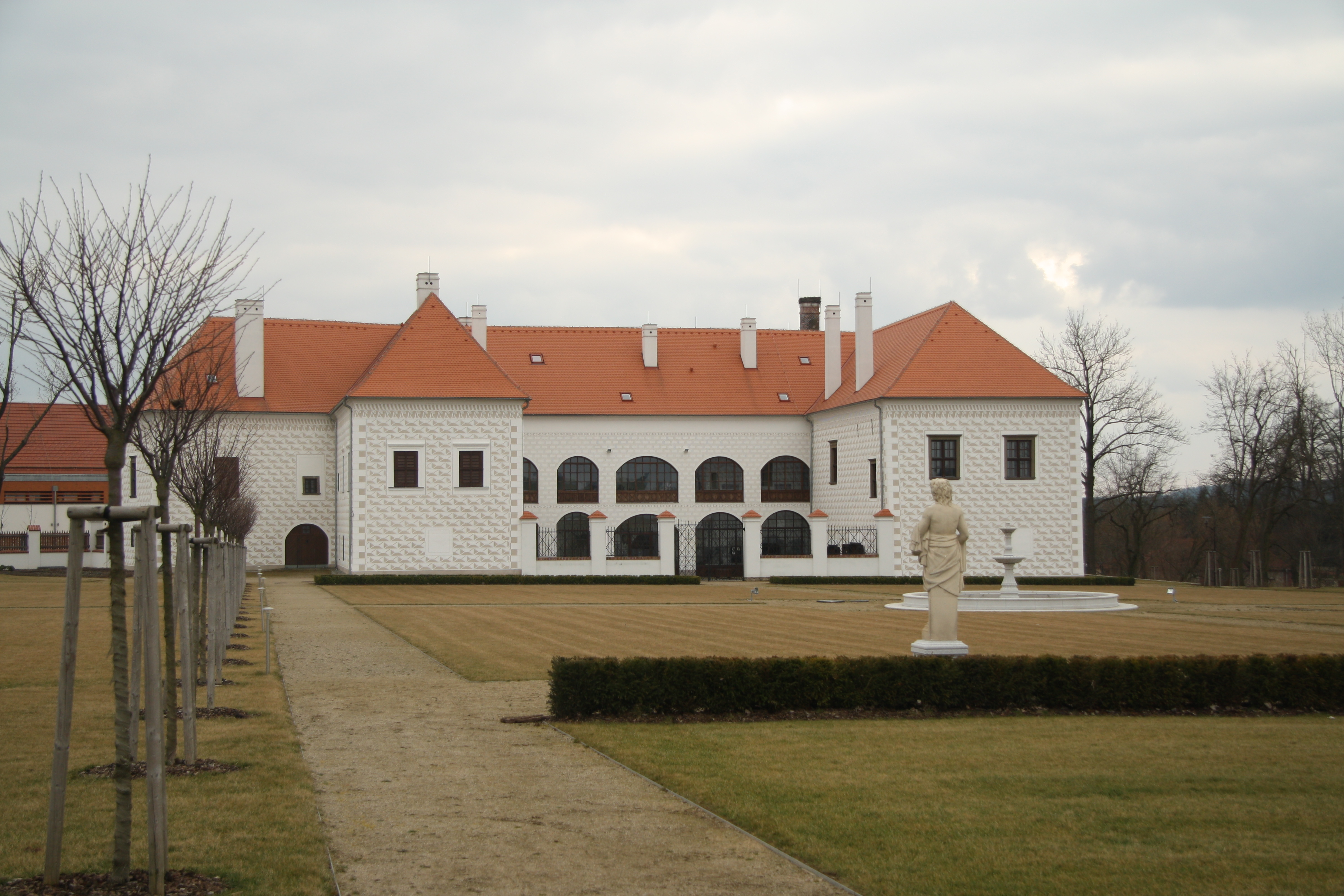
Opravený zámek
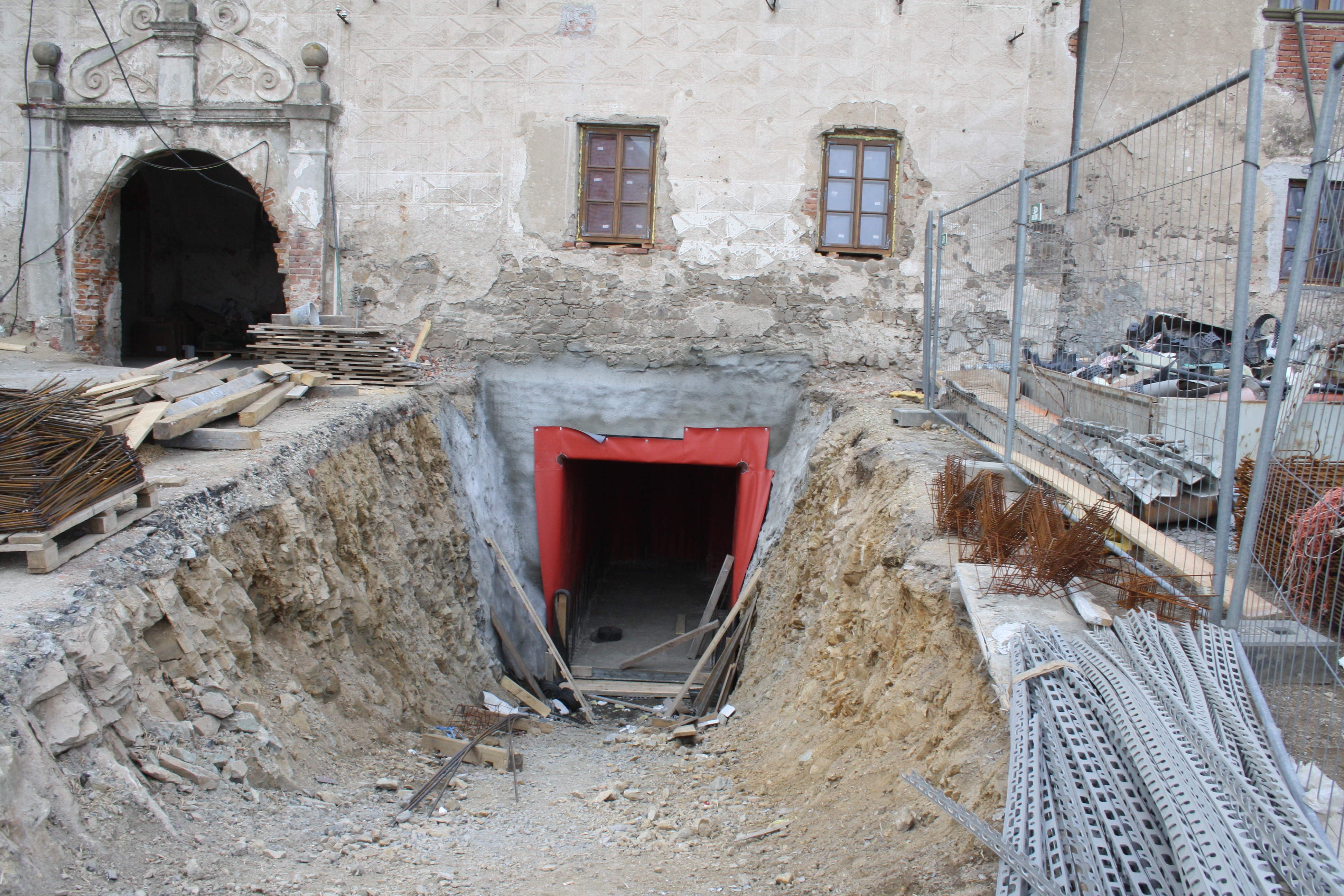
Průběh rekonstrukce
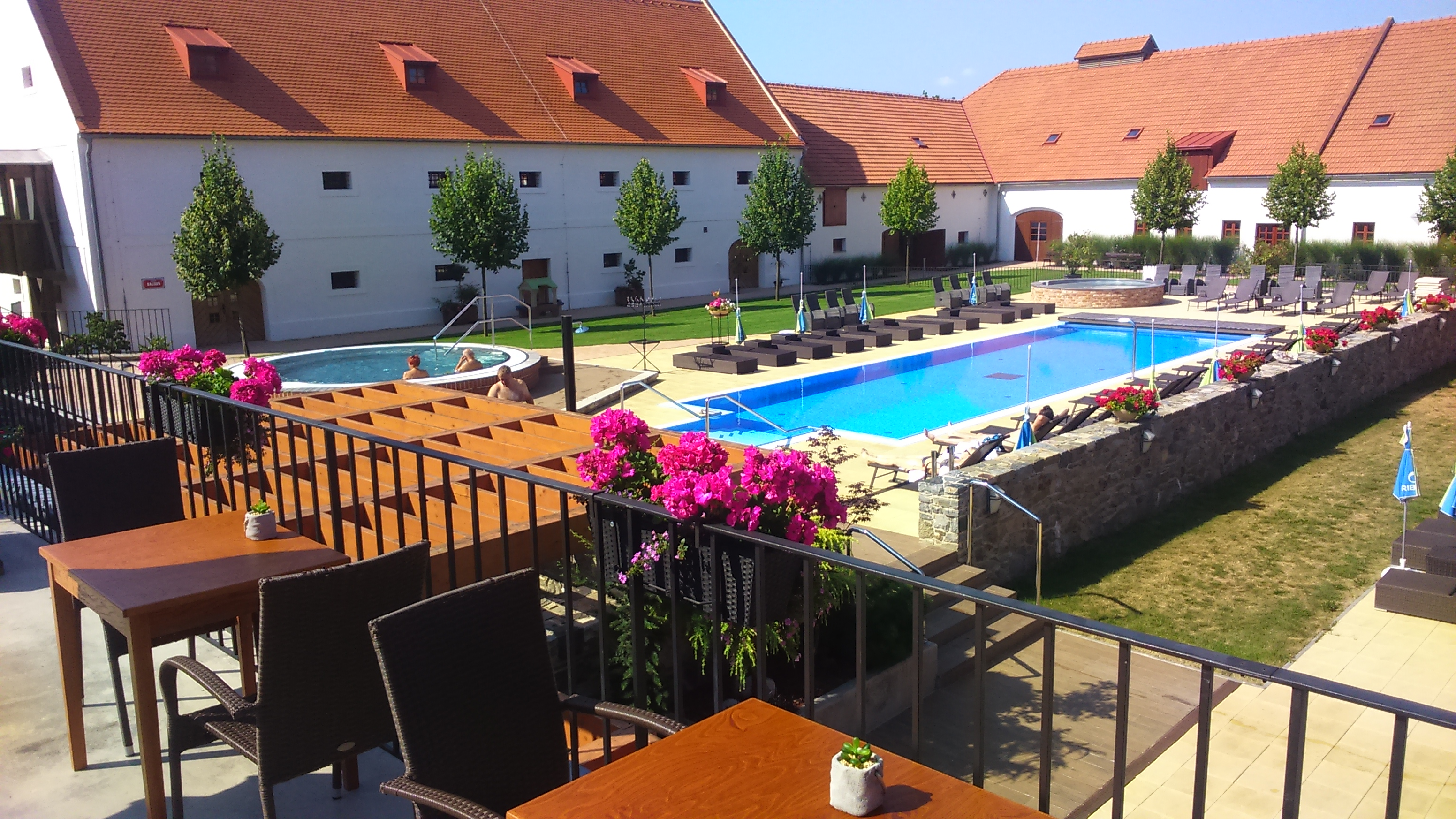
Hotel na zámku
Kostel od západu
Kříž před kostelem
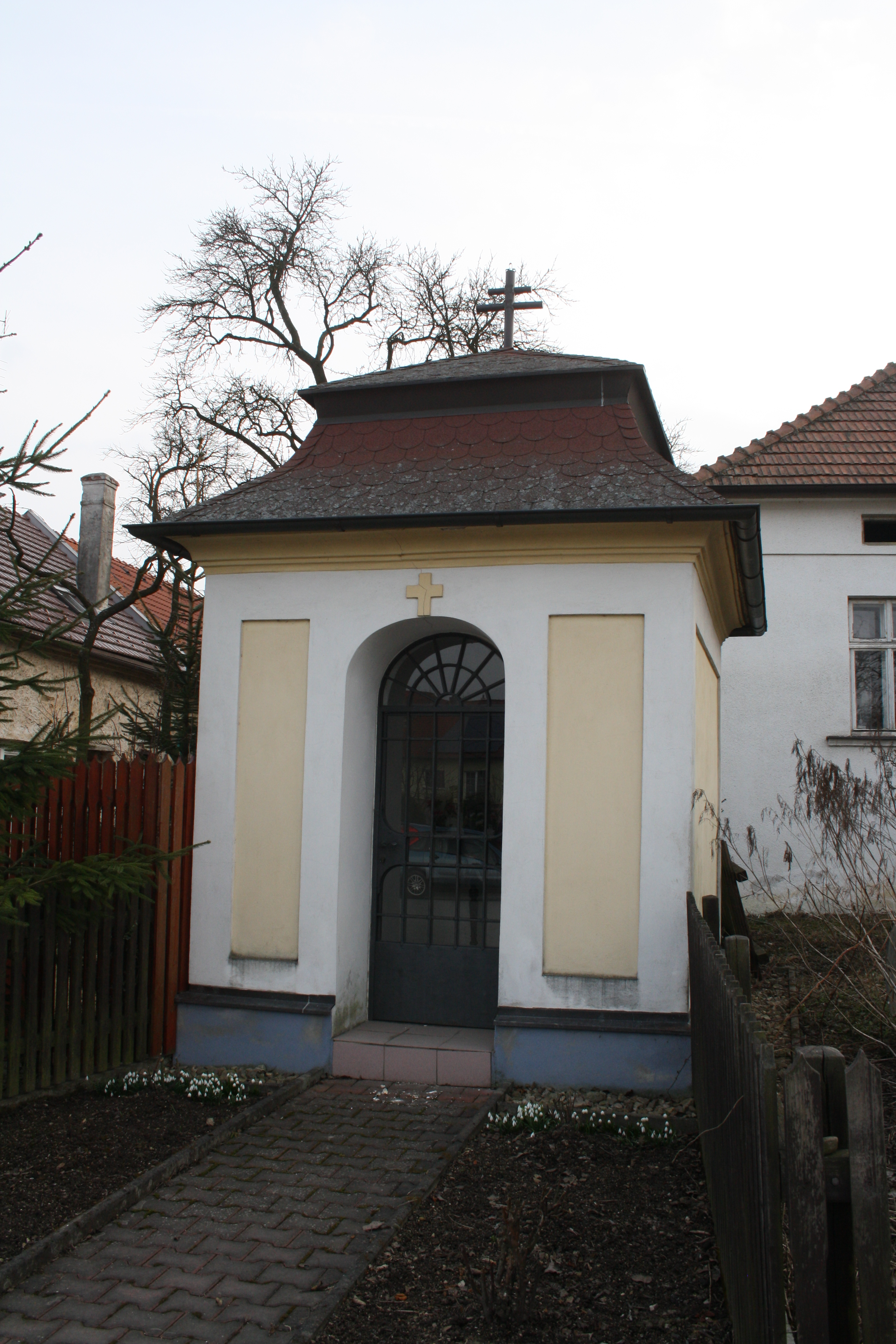
Kaplička v obci
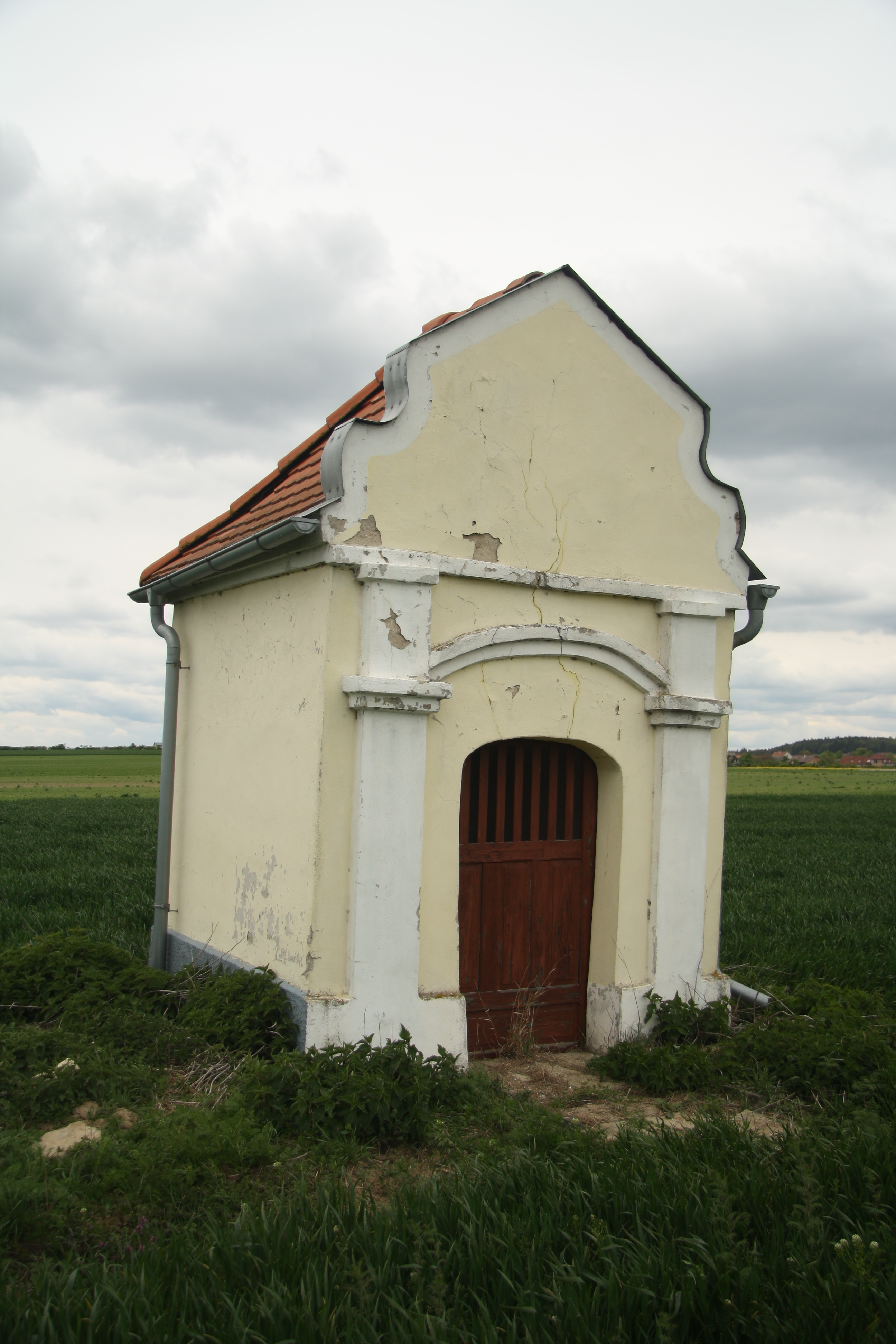
Kaplička u třebíčské silnice
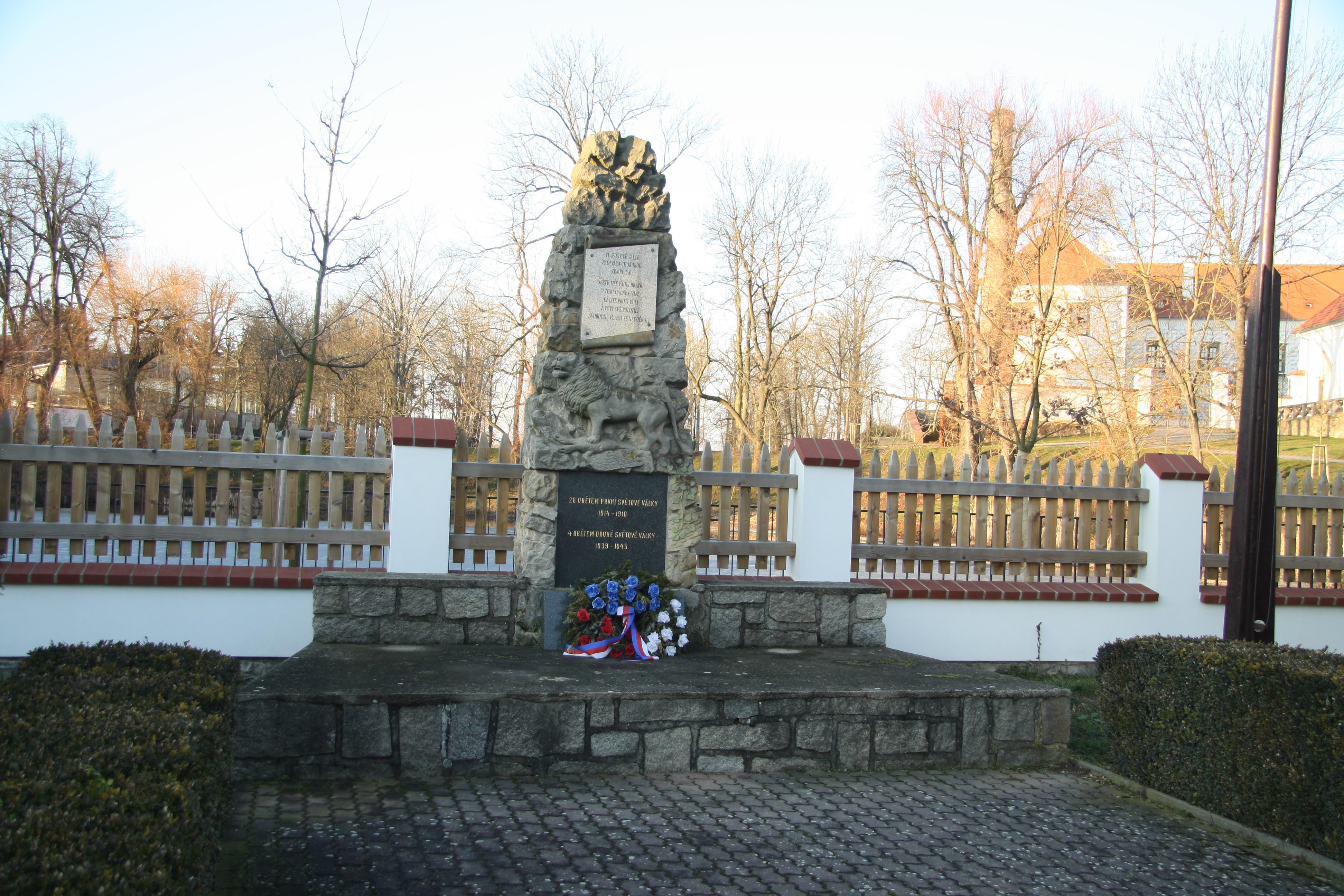
Památník obětem světových válek
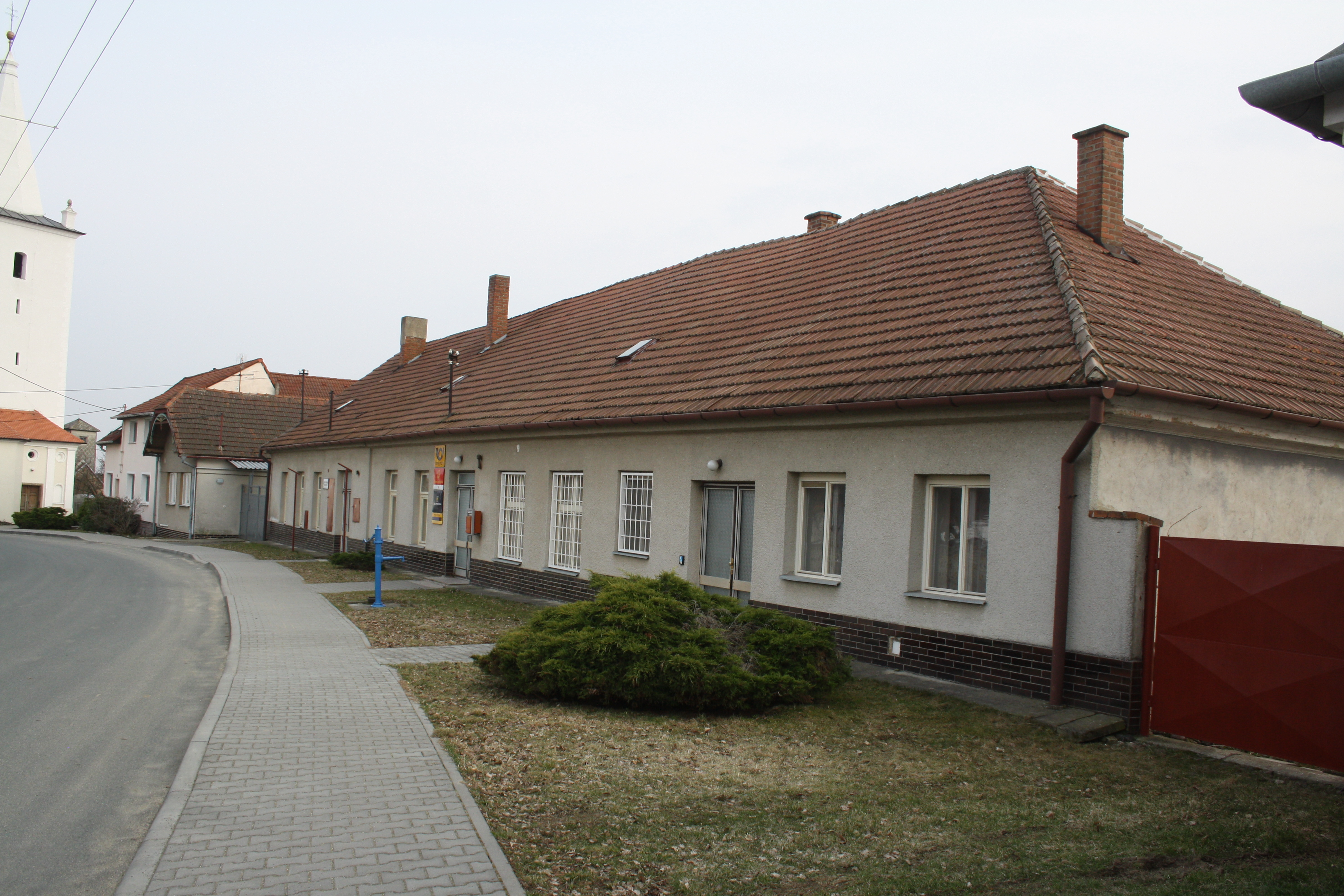
Pošta
Rybník jižně od obce
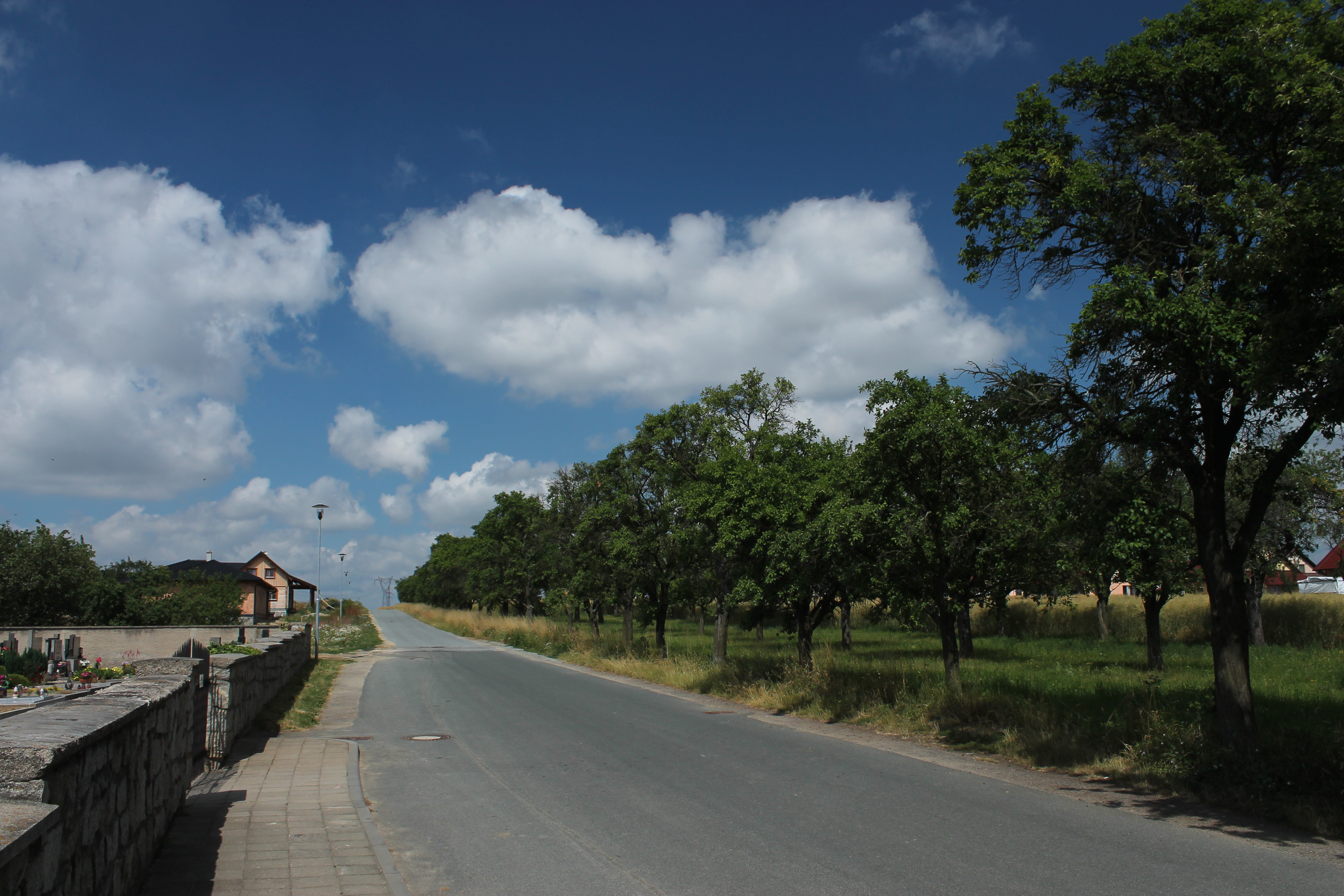
Cesta do Dolních Vilémovic